# Franziskaner-Missionsschwestern von Maria Hilf
Die Franziskaner-Missionsschwestern von Maria Hilf (Ordenskürzel: FMMH) sind eine römisch-katholische Frauenkongregation, die 1892 von der Heiligen Maria Bernarda Bütler in Ecuador gegründet wurde. Der Orden ist vor allem in Lateinamerika missionarisch tätig. 

## Gründung und Geschichte

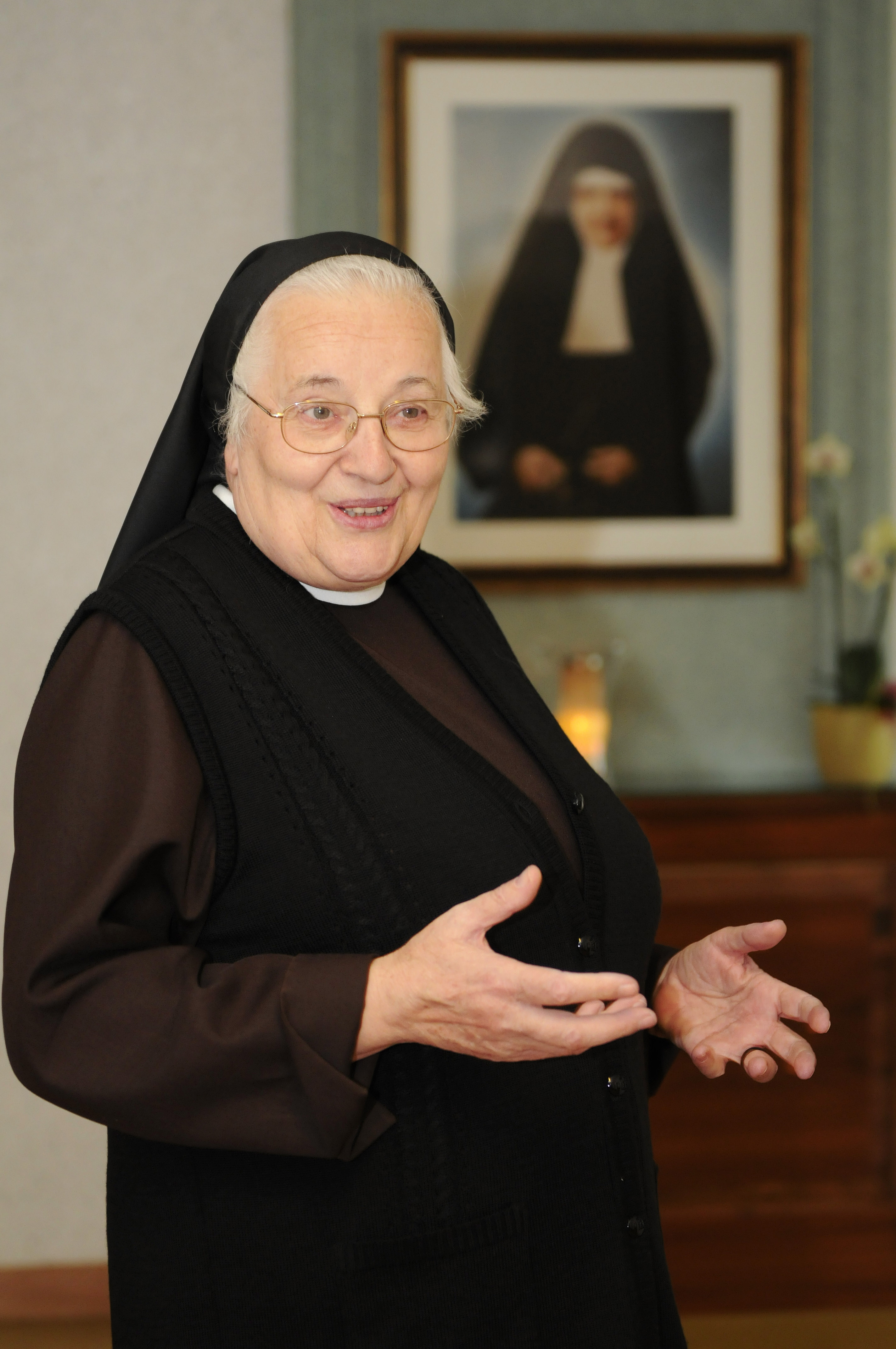
Sr. Cosilia Hofer, Generaloberin der Kongregation, in Frastanz

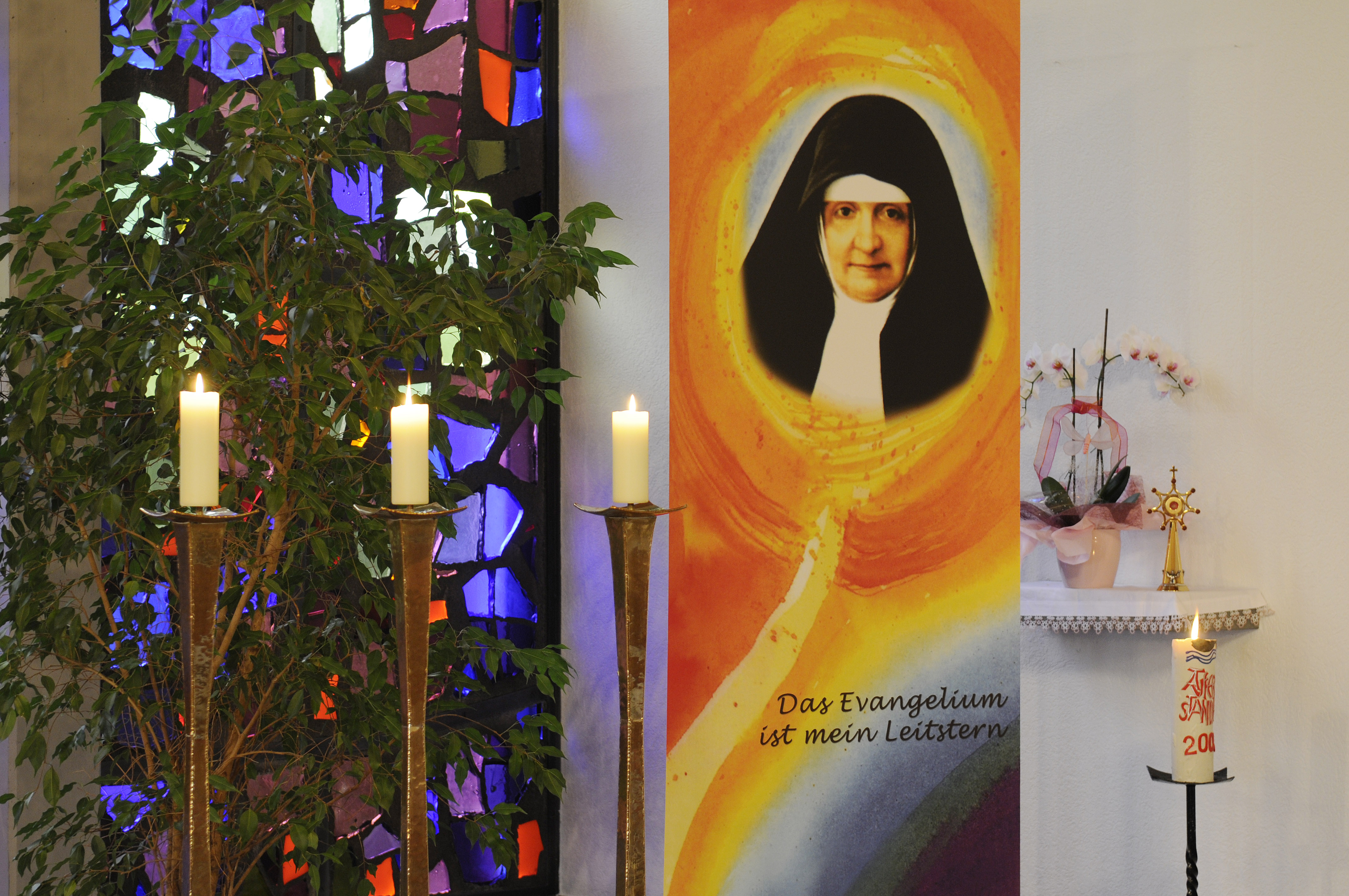
Präsenz der Gründerin Hl. Maria Bernarda Bütler im Bernardaheim

Mutter Maria Bernarda Bütler (1848–1924) war Oberin des Kapuzinerinnenklosters Maria Hilf in Altstätten in der Schweiz. Sie und ihre sechs Ordensschwestern reisten 1888 auf Ermunterung des Kapuzinerprovinzials der Provinz Nordamerika mit einem päpstlichen Indult in die ecuadorianische Stadt Chone, um dort als Missionarinnen ein Kloster zu gründen. Durch das Wirken Mutter Maria Bernardas entwickelte sich das Kloster zu einem eigenständigen Missionskongregation mit mehreren Klöstern unter dem Namen «Franziskaner-Missionsschwestern von Maria Hilf» mit Gründungen in Ecuador, Kolumbien, Brasilien und einer europäischen Ordensniederlassung in Gaissau/Österreich in der Nähe zu Altstätten.
Der Hauptsitz der Kongregation musste 1895, als die Eigentümer und Institutionen der katholischen Kirche in Ecuador verstaatlicht wurden, fluchtartig nach Cartagena, Kolumbien, verlegt werden. Die Kongregation stand  bis 1924 unter der Leitung von Mutter Maria Bernarda Bütler. Durch ihre Wirkung blühte das christliche Leben überall an den Tätigkeitsorten der Franziskaner-Missionsschwestern auf. Die Kongregation wurde 1938 durch Papst Pius XI. offiziell anerkannt. Die weiter wachsende Kongregation wurde 1964 in fünf Provinzen in Lateinamerika, Afrika, Asien und Europa unterteilt. Maria Bernarda wurde 1995 durch Papst Johannes Paul II. seliggesprochen und 13 Jahre später im Jahre 2008 durch Papst Benedikt XVI. heiliggesprochen. 

## Tätigkeit
Im Jahre 2008 gehörten der Kongregation 840 Frauen an. Die Missionskongregation leistet ihren Beitrag zur Evangelisierung der Bevölkerung in Lateinamerika und Afrika vor allem durch Pastoralarbeit, Erziehung, Unterricht, Kranken-, Behinderten- und Altenpflege, sowie andere Betreuungen. Sie gründen und führen ordenseigene Schulen, Spitäler, Behinderten- und Altersheime.
Tätigkeitsgebiete:
- Lateinamerika: Bolivien, Brasilien, Ecuador, Kolumbien, Kuba, Peru, Venezuela
- Afrika: Mali, Tschad
- Europaprovinz: Schweiz, Österreich

Hauptsitze:
- Welthauptsitz: Bogotá, Kolumbien
- Europäisches Provinzialat: Bernardaheim Maria Ebene in Frastanz in Vorarlberg/Österreich (vor allem Aus- und Weiterbildung sowie Erholung für die Missionsschwestern)

Generaloberin der Kongregation ist Schwester Consilia Hofer, die Leiterin des Europaprovinz.